# St. Kilian (Bieringen)

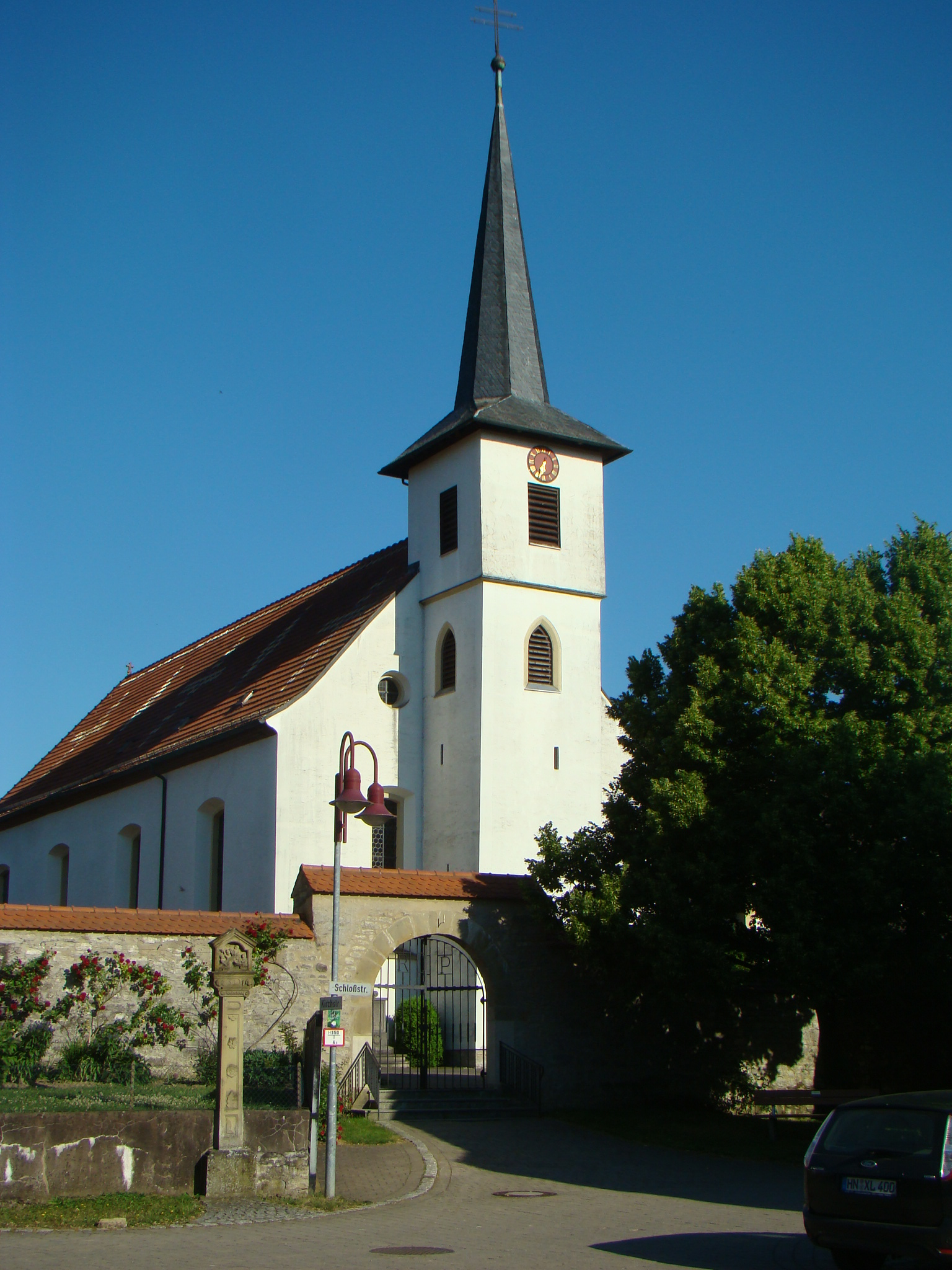
St. Kilian in Bieringen

Die römisch-katholische Kirche St. Kilian in Bieringen, einem Ortsteil von Schöntal im Hohenlohekreis in Baden-Württemberg, wurde 1722 erbaut.
Die Kirche ist mit dem Chor nach Osten ausgerichtet. Der Zugang in das einschiffige Langhaus erfolgt durch das Sockelgeschoss des Glockenturms. Im Westen ist eine zweistöckige Empore eingezogen, auf deren zweitem Stockwerk sich die Orgel der Kirche befindet. Hauptaltar, zwei Seitenaltäre und Kanzel sowie die Emporenbrüstung sind im Stil des Barock.
Das Pfarrhaus bei der Kirche geht auf das Wasserschloss Bieringen aus dem 16. Jahrhundert zurück.